# جدري البقر
جدري البقر هو مرض معد يسببه فيروس جدري البقر. الفيروس، وهي جزء من عائلة النفاطية السوية، يرتبط ارتباطا وثيقا بفيروس الجدري. الفيروس هو حيواني المصدر، وهذا يعني أنه قابل للتحويل بين الأنواع، مثل من الحيوان إلى الإنسان. وقد لاحظت بالتحويل من المرض لأول مرة في الحلابات التي تطرق الضروع من الأبقار المصابة وبالتالي وضعت بثور التوقيع على أيديهم. تم العثور على جدري البقر أكثر شيوعا في الحيوانات الأخرى من الأبقار، مثل القوارض. جدري البقر مشابه، ولكن أخف بكثير من أن مرض الجدري المعدي للغاية وغالبا مميت.  في تشابه وثيق لشكل خفيف من الجدري وملاحظة أن الحلابات كانت في مأمن من الجدري من وحي لقاح الجدري الأولى، التي تم إنشاؤها وإدارتها من قبل الطبيب الإنجليزي إدوارد جينر.
كلمة "التطعيم"، التي صيغت من قبل جينر في عام 1796، مشتق من الجذر vaccinus اللاتينية، معنى أو من البقرة. مرة واحدة تطعيم المريض تطور الأجسام المضادة التي تجعل له / لها في مأمن من جدري البقر، ولكنها أيضا تطوير مناعة ضد فيروس الجدري، أو فيروس الجدري. أثبتت اللقاحات جدري البقر والتجسيد في وقت لاحق ناجحة جدا حيث أنه في عام 1980، أعلنت منظمة الصحة العالمية أن مرض الجدري كان أول مرض يتم استئصاله من جهود التطعيم في جميع أنحاء العالم. [3] تبقى فيروسات orthopox الأخرى السائدة في بعض المجتمعات، وتستمر لتصيب البشر، مثل فيروس جدري البقر (CPXV) في أوروبا، اللقاحية في البرازيل، وفيروس جدري القرود في وسط وغرب أفريقيا.